# Georges Wodli

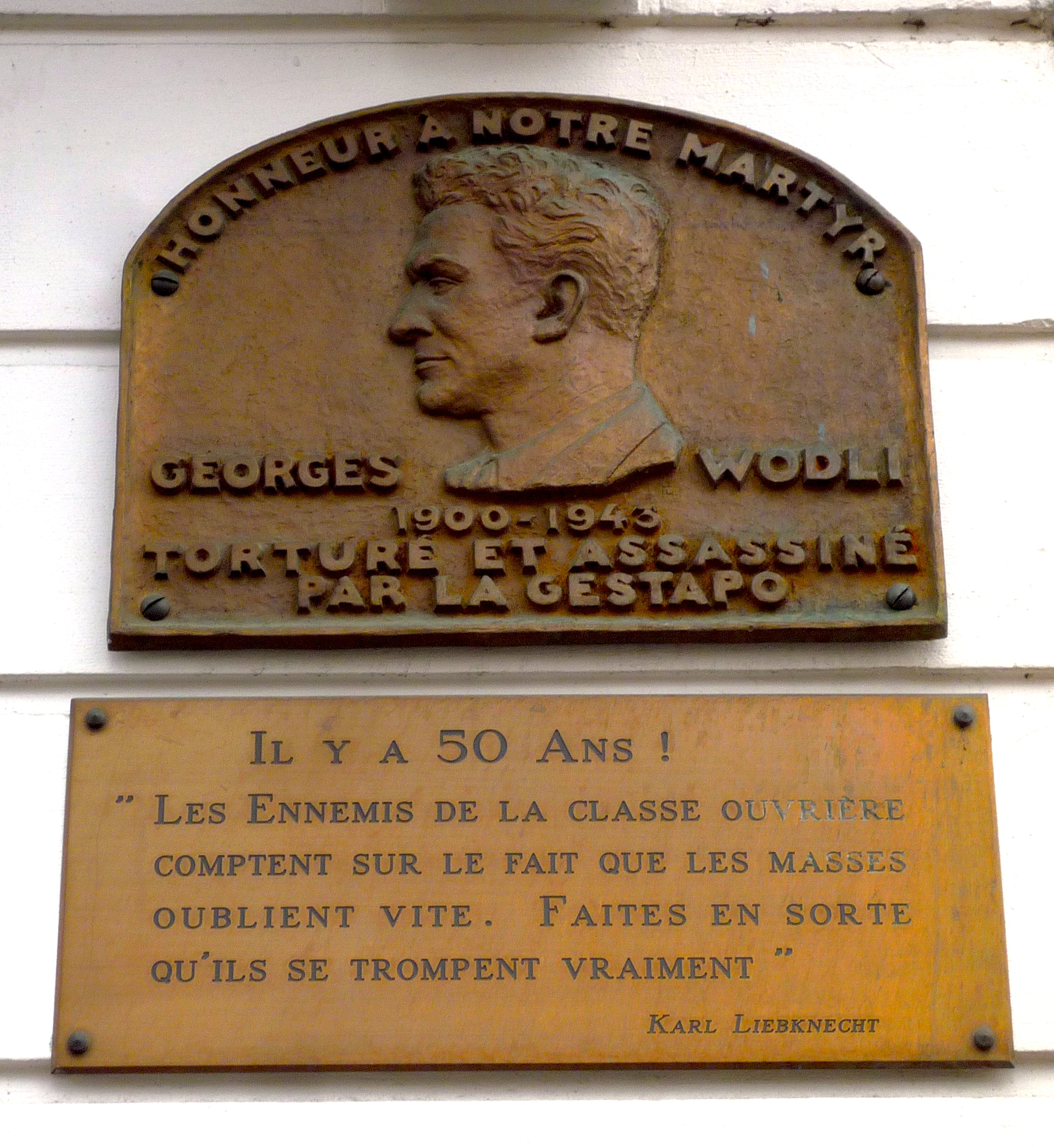
Georges Wodli.

Georges Wodli, ps. Jules (ur. 15 lipca 1900 w Schweighouse-sur-Moder, zm. w nocy z 1 na 2 kwietnia 1943) – uczestnik francuskiego ruchu oporu, komunista.

## Młodość
Pochodził z rodziny robotniczej. W wieku 18 lat został zmobilizowany do marynarki niemieckiej i brał udział w powstaniu antyrządowym w Kilonii. Po aneksji Alzacji i Lotaryngii do Francji odbył służbę wojskową w Tulonie, po czym pracował kolejno w fabrykach Renault, Farman i Hispano-Suiza. Został aktywnym działaczem związków zawodowych, a następnie zapisał się, mimo obiekcji, do Francuskiej Partii Komunistycznej. Od 1930 zasiadał we władzach regionalnych PCF, w tym samym roku odwiedził Związek Radziecki, a po powrocie stanął na czele związku zawodowego kolejarzy Alzacji i Lotaryngii, afiliowanego przy związanej z komunistami centrali CGT.
W 1932 startował, bez powodzenia, w wyborach parlamentarnych. Od 1933 angażował się w ruch antyfaszystowski, współredagując tajne gazety Die Rote Fahne i Die Deutsche Volkszeitung, a następnie przemycając je do Niemiec przez Szwajcarię. Organizował kampanie solidarnościowe z represjonowanymi komunistami, m.in. występował w obronie działaczy takich jak Ernst Thälmann, Edgar André i Liselotte Hermann. W latach 1932–1937 zasiadał w komitecie centralnym partii komunistycznej.

## II wojna światowa
Zaangażowany do armii w momencie agresji niemieckiej na Francję, został wzięty do niewoli, z której uciekł 2 września 1940. Wrócił do Paryża, gdzie kierownictwo nielegalnej już PCF nakazało mu wyjazd do Alzacji w celu budowania podziemnych struktur oporu i przywrócenia łączności tej prowincji z centralą. Wyjechał do Alzacji w początku roku 1941, zmieniwszy uprzednio wygląd i przyjąwszy pseudonim Jules. Na miejscu zorganizował podziemną grupę Wodliego razem ze swoim współpracownikiem Georges’em Matternem. Organizował akcje sabotażowe, głównie na kolei, pomagał w ucieczce z obozów zlokalizowanych w regionie, a także przechowywał zbiegłych więźniów i redagował lokalną, dwujęzyczną edycję L’Humanité.
W 1942 dowiedział się o tym, że jego rodzina został wyrzucona z dotychczasowego mieszkania i osiedliła się w Gretz. Chcąc spotkać się z nią porzucił dotychczasowe konspiracyjne zakwaterowanie i w rezultacie został na drodze schwytany przez policję Vichy w Chatou 30 października 1942. Oddany w ręce Gestapo, został w styczniu 1943 uwięziony w obozie Schirmeck-La Broque, a następnie poddany torturom. Ponownie torturowany w siedzibie Gestapo w Strasburgu, zmarł w trakcie kolejnego przesłuchania.
Został pośmiertnie odznaczony Legią Honorową V klasy, Krzyżem Wojennym 1939–1945 (Croix de Guerre) i Medalem Ruchu Oporu (Médaille de la Résistance).